# Pseudoyersinia lagrecai
Pseudoyersinia lagrecai är en bönsyrseart som beskrevs av Atilio Lombardo 1984. Pseudoyersinia lagrecai ingår i släktet Pseudoyersinia och familjen Mantidae. Inga underarter finns listade i Catalogue of Life.